# Свірськ
Свірськ (рос. Свирск) — місто в Росії, в Іркутській області. Утворює міський округ Свірськ. Межує з Черемоховським та Усольським районами Іркутської області.
Розташований в Східному Сибіру, в центрі Іркутсько-Черемоховській рівнини на лівому березі Ангари. Загальна площа міста становить 3862 га. Знаходиться за 150 км від обласного центру та за 216 км на захід від Байкала. Клімат різко континентальний зі значними перепадами температур.
Був заснований як заїмка в 1735 році. Особливо активний розвиток Свирськ отримав повоєнні в роки, коли на його території було створено містоутворюючий завод «Востсібелемент». З початку 1980-х місто втратило третину свого населення.
До недавнього часу Свирськ був у зоні екологічного ризику. На проммайданчику біля Ангарського металургійного заводу знаходилися відходи понад 2 тисячі тонн миш'яку. Навесні 2013 року вивіз відходів АМЗ закінчений, почалася рекультивація ґрунту.